# Галошпетреу (Бихор)
Галошпетреу (рум. Galoșpetreu) насеље је у Румунији у округу Бихор у општини Тарча. Oпштина се налази на надморској висини од 112 m.

## Становништво
Према подацима из 2011. године у насељу је живело 1025 становника.